# Eizō Sakuhinshū Vol. 4
Eizō Sakuhinshū Vol. 4 je četvrti videoalbum japanskog rock sastava Asian Kung-Fu Generation, objavljen 26. ožujka 2008. pod izdavačkom kućom Ki/oon Records.
Na albumu se nalaze videspotovi za pjesme od "Blackout" do "Atarashii Sekai," uključujući i dotad neobjavljeni animirani spot za "World World World", te "Aru Machi no Gunjō" kao bonus pjesmu.

## Popis pjesama
| Br. | Skladba                             | Trajanje |
| --- | ----------------------------------- | -------- |
| 1.  | »Blackout«                          |          |
| 2.  | »Blue Train«                        |          |
| 3.  | »Juuni Shinhou no Yuukei«           |          |
| 4.  | »Aru Machi no Gunjō«                |          |
| 5.  | »Kaiga Kyoushitsu«                  |          |
| 6.  | »After Dark«                        |          |
| 7.  | »Korogaru Iwa, Kimi ni Asa ga Furu« |          |
| 8.  | »World World World«                 |          |
| 9.  | »Atarashii Sekai«                   |          |

### Bonus pjesma
- Aru Machi no Gunjō, 5.1ch

## Produkcija
- Masafumi Goto - vokal, gitara
- Kensuke Kita - gitara, prateći vokal
- Takahiro Yamada – bas, prateći vokal
- Kiyoshi Ijichi – bubnjevi